# Rheumaptera fasciata
Rheumaptera fasciata är en fjärilsart som beskrevs av Otto Staudinger 1896. Rheumaptera fasciata ingår i släktet Rheumaptera och familjen mätare. Inga underarter finns listade.